# Tuxoctenus
Tuxoctenus là một chi nhện trong họ Zoridae.